# Deborah McDonald
Deborah McDonald (conocida como Debbie McDonald; Orange, 27 de agosto de 1954) es una jinete estadounidense que compitió en la modalidad de doma.
Participó en dos Juegos Olímpicos de Verano, en los años 2004 y 2008, obteniendo una medalla de bronce en Atenas 2004, en la prueba por equipos (junto con Lisa Wilcox, Guenter Seidel y Robert Dover).
Ganó dos medallas en el Campeonato Mundial de Doma, plata en 2002 y bronce en 2006, y dos medallas de oro en los Juegos Panamericanos de 1999.

## Palmarés internacional
| Juegos Olímpicos     | Juegos Olímpicos              | Juegos Olímpicos  | Juegos Olímpicos |
| Año                  | Lugar                         | Medalla           | Categoría        |
| -------------------- | ----------------------------- | ----------------- | ---------------- |
| 2004                 | Atenas (Grecia)               | Medalla de bronce | Por equipos      |
| Campeonato Mundial   |                               |                   |                  |
| Año                  | Lugar                         | Medalla           | Categoría        |
| 2002                 | Jerez de la Frontera (España) | Medalla de plata  | Por equipos      |
| 2006                 | Aquisgrán (Alemania)          | Medalla de bronce | Por equipos      |
| Juegos Panamericanos |                               |                   |                  |
| Año                  | Lugar                         | Medalla           | Categoría        |
| 1999                 | Winnipeg (Canadá)             | Medalla de oro    | Individual       |
| 1999                 | Winnipeg (Canadá)             | Medalla de oro    | Por equipos      |